# 毛萼山梗菜
毛萼山梗菜（学名：Lobelia pleotricha），为桔梗科半边莲属下的一个植物变种。